# كارينا مارويوما
كارينا مارويوما (丸山 桂里奈) (مواليد 26 مارس 1983)، هي لاعبة كرة قدم كانت تلعب كمهاجم. ولعبت مع منتخب اليابان لكرة القدم للسيدات.

## وصلات خارجية
- كارينا مارويوما على موقع الاتحاد الدولي (مؤرشف)  (الإنجليزية)
- كارينا مارويوما على موقع الاتحاد الأوربي (الإنجليزية)
- كارينا مارويوما على موقع قاعدة بيانات كرة القدم.إي يو (الإنجليزية)
- كارينا مارويوما على موقع Soccerway.com (الإنجليزية)
- كارينا مارويوما على موقع عالم كرة القدم.نت (الإنجليزية)
- كارينا مارويوما على موقع اللجنة الأولمبية الدولية (الإنجليزية)
- كارينا مارويوما على موقع أوليمبيديا (الإنجليزية)